# Улица Архитектора Баранова
Улица Архитектора Баранова — улица в Калининском районе Санкт-Петербурга в историческом районе Выборгская сторона. Проходит от улицы Михайлова до улицы Комсомола у Финляндского вокзала.

## История
В 1955—1964 гг. проезд назывался тупик Комсомола, затем название было упразднено.
29 декабря 2017 года постановлением Правительства Санкт-Петербурга ему официально было присвоено имя в честь ленинградского архитектора и градостроителя Н. В. Баранова, сумевшего частично (из-за «Ленинградского дела» и ссылки) реализовать проект застройки и оформления площади Ленина. Броновицкая и Малинин упоминают восприятие этого переименования как оскорбительного, так как архитектор, планировавший красивые ансамбли, заслуживает большего, чем никуда не ведущий тупик.

## География

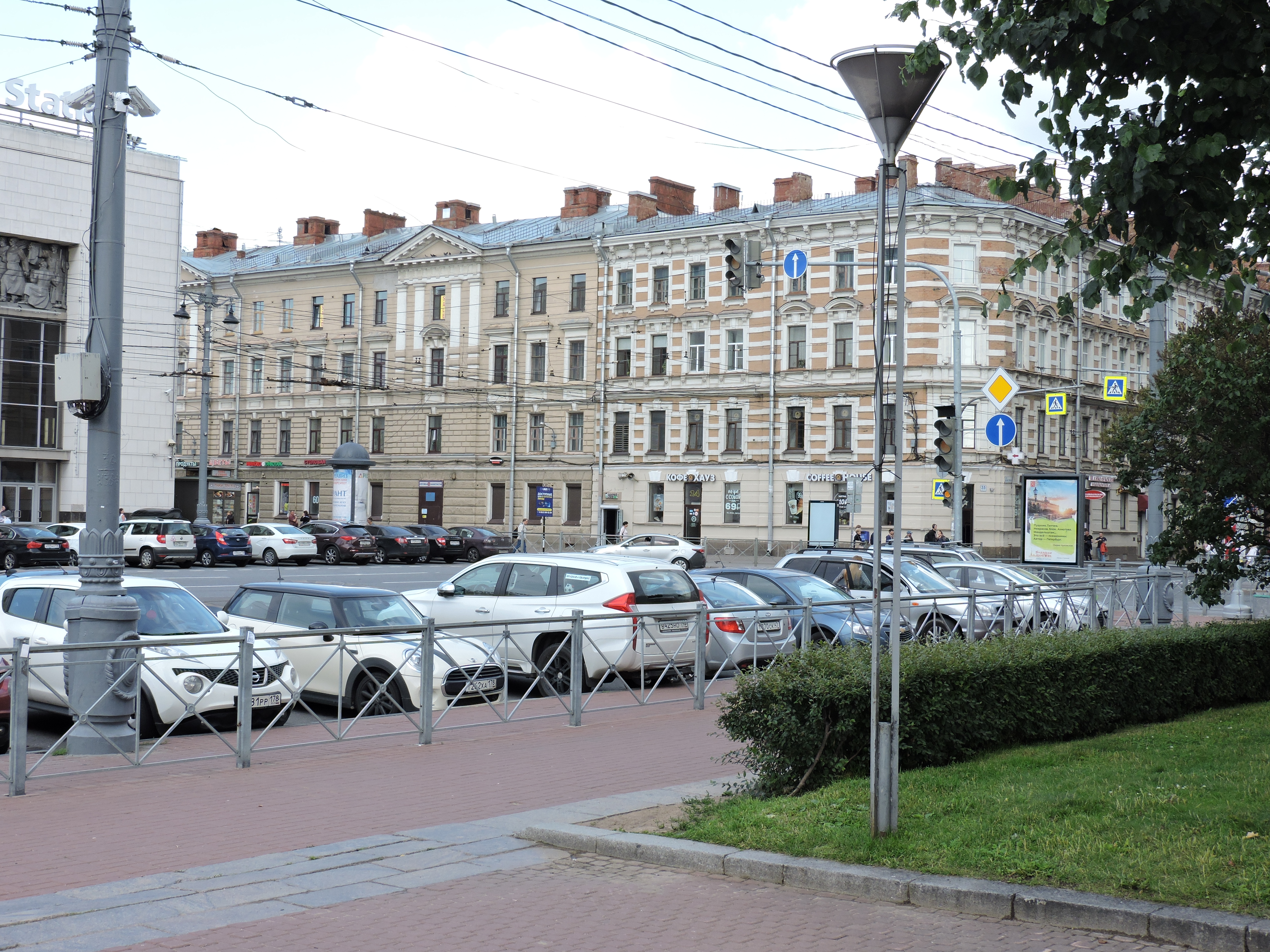
Конец улицы Архитектора Баранова у жилого дома служащих Финляндской железной дороги

Улица начинается от улицы Михайлова между домами № 10 и 12, идёт на запад, затем у дома № 35 по улице Комсомола поворачивает на юг и идёт до последней, отчасти выходя и на площадь Ленина. Участок от улицы Михайлова до поворота является проезжей частью, а за поворотом и до улицы Комсомола — пешеходная зона. Длина улицы составляет 370 м.

## Транспорт
Хотя на самой улице движения общественного транспорта нет, она расположена в непосредственной близости от Финляндского вокзала, станции метро «Площадь Ленина», а также в шаговой доступности от маршрутов автобусов, троллейбусов и трамваев.

## Достопримечательности
- С улицы Архитектора Баранова можно видеть установленный на территории Финляндского вокзала паровоз H2-293, на котором В. И. Ленин в августе 1917 года бежал в Финляндию (в то время Великое княжество Финляндское), а в октябре вернулся в Петроград.
- Жилой дом служащих Финляндской железной дороги (ул. Комсомола, 35). Четырёхэтажное здание, построенное в 1882—1886 гг. архитектором А. Р. Гешвендом в стиле неоренессанса. Выявленный объект культурного наследия.